# جهاز مطياف الطاقة المظلمة
جهاز التحليل الطيفي للطاقة المظلمة ( DESI ) هو جهاز بحث علمي لإجراء مسوحات فلكية طيفية للمجرات البعيدة. تتكون مكوناتها الرئيسية من مستوى بؤري يحتوي على 5000 روبوت لتحديد موضع الألياف الضوئية ومجموعة من أجهزة التحليل الطيفي التي تغذيها الألياف. تمكن هذه الأداة من القيام بتجربة لاستكشاف تاريخ توسع الكون والفيزياء الغامضة للطاقة المظلمة .   بدأ المسح الرئيسي لـ DESI في مايو 2021. يقع "ديزي " على ارتفاع 6,880 قدم (2,100 م) ، حيث تم تركيبه على تلسكوب مايال أعلى قمة كيت بيك في صحراء سونوران ، والتي تقع على بعد 55 ميل (89 كـم) من توسان، أريزونا ، الولايات المتحدة.
يتم تشغيل الجهاز بواسطة مختبر لورانس بيركلي الوطني بتمويل من مكتب العلوم التابع لوزارة الطاقة الأمريكية . تم تمويل بناء الجهاز بشكل أساسي من قبل مكتب العلوم التابع لوزارة الطاقة الأمريكية ومن مصادر أخرى عديدة ، بما في ذلك مؤسسة العلوم الوطنية الأمريكية ، ومجلس العلوم والتكنولوجيا في المملكة المتحدة، ولجنة الطاقات البديلة والطاقة الذرية في فرنسا، والمجلس الوطني للعلوم والتكنولوجيا في المكسيك، ووزارة العلوم والابتكار في إسبانيا، ومؤسسة جوردون وبيتي مور ، ومؤسسة هايسينج سيمونز ، والمؤسسات المتعاونة في جميع أنحاء العالم. 
نُشر في 19 مارس 2025 إصدار البيانات 1 (DR1) الذي يحوي 18.7 مليون جرم سماوي . تتكون هذه الأجرام من حوالي 4 ملايين نجم، و13.1 مليون مجرة، و1.6 مليون كوازار. تشير نتائج هذه البيانات إلى وجود طاقة مظلمة متطورة. إذا ثبتت صحة البيانات، فسوف يمثل هذا تغيير كبير في فهمنا للكون . على ما يبدو ، تُظهر البيانات أن تأثير الطاقة المظلمة يضعف بمرور الوقت. 

## أهداف العلوم

احتفال فني ببيانات العام الأول لجهاز التحليل الطيفي للطاقة المظلمة (DESI)، يٌظهر شريحة من الخريطة ثلاثية الأبعاد الأكبر التي يقوم DESI ببنائها خلال مسحها الذي يستمر خمس سنوات.

إن تاريخ التوسع والبنية واسعة النطاق للكون هو أحد التنبؤات الرئيسية للنماذج الكونية ، وستسمح مشاهدات ديزي للعلماء باستكشاف جوانب مختلفة من علم الكون، من الطاقة المظلمة إلى البدائل للنسبية العامة إلى كتل النيوترينو إلى الكون المبكر. سيتم استخدام بيانات ديزي لإنشاء خرائط ثلاثية الأبعاد لتوزيع المادة التي تغطي حجمًا غير مسبوق من الكون بتفاصيل لا مثيل لها. سيوفر هذا نظرة ثاقبة حول طبيعة الطاقة المظلمة ويحدد ما إذا كان التسارع الكوني يرجع إلى تعديل للنسبية العامةعلى النظام الكوني . من المنتظر أن سيكون DESI تحويليًا في فهم الطاقة المظلمة ومعدل توسع الكون في الأوقات المبكرة، وهو أحد أعظم الألغاز في فهم القوانين الفيزيائية.
سيقوم "ديزي" بقياس تاريخ توسع الكون باستخدام التذبذبات الصوتية الباريونية (BAO) المشاهدة في تجمعات المجرات، والنجوم الزائفة، والوسط بين المجرات.  تُعد تقنية التذبذبات الصوتية الباريونية طريقة حاسمة لاستخراج معلومات المسافات من تجمعات المادة والمجرات في الكون . إنها تعتمد فقط على بنية واسعة النطاق وتفعل ذلك بطريقة تمكن العلماء من فصل الذروة الصوتية لأثر التذبذبات الصوتية الباريونية وتقليل معظم الأخطاء المنهجية في البيانات ومقادير عدم اليقين . تم تحديد BAO في تقرير فريق عمل الطاقة المظلمة لعام 2006 باعتباره أحد الطرق الرئيسية لدراسة الطاقة المظلمة.  وفي مايو 2014 أيدت اللجنة الاستشارية للفيزياء عالية الطاقة، وهي لجنة استشارية فيدرالية، بتكليف من وزارة الطاقة الأمريكية والمؤسسة الوطنية للعلوم مشروع DESI. 

## خريطة ثلاثية الأبعاد للكون

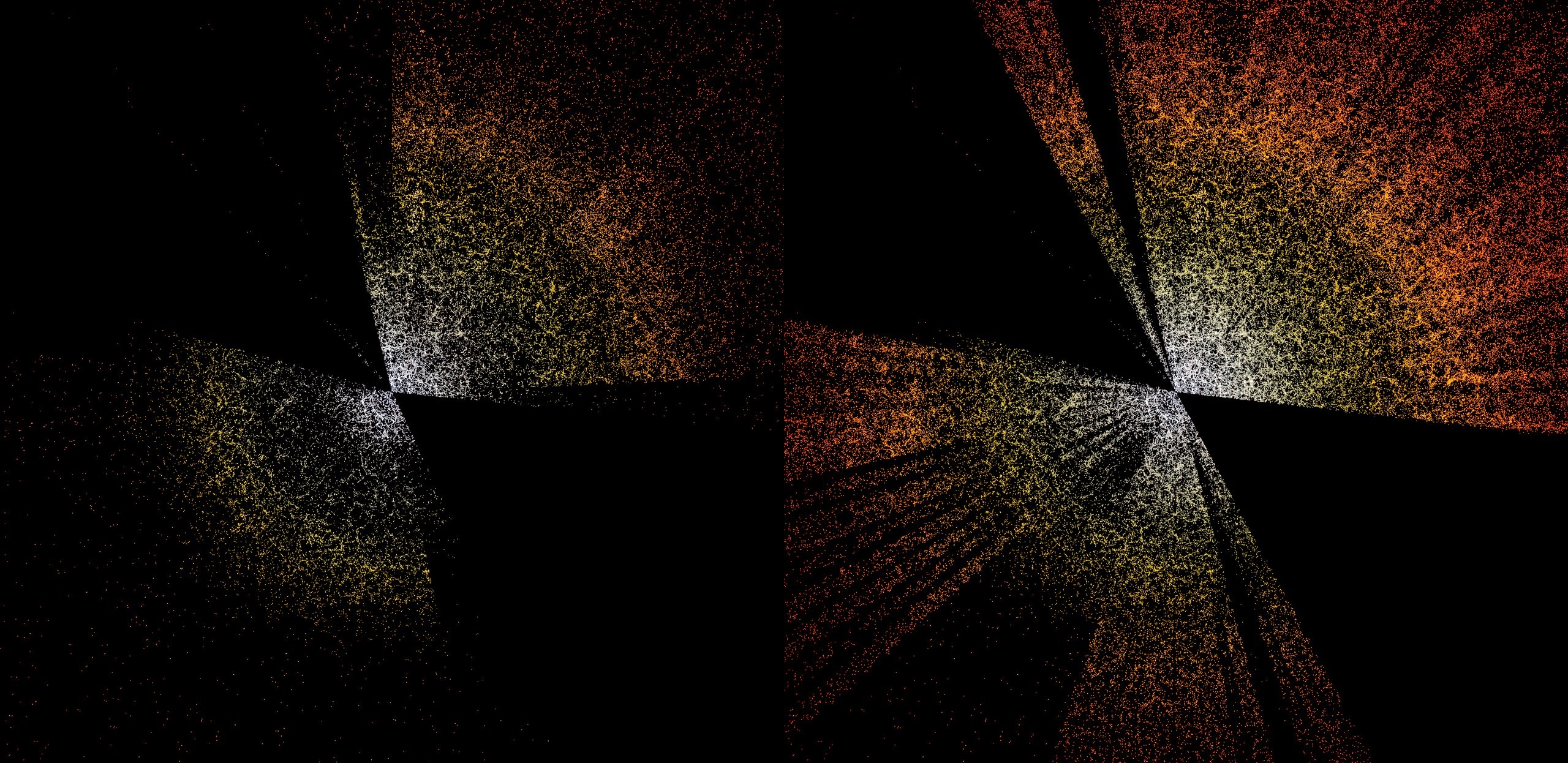
مقارنة بين مسح سلون على اليسار والذي يتكون من حوالي 4 ملايين مجرة وكوازار تم التقاطها من عام 2000 إلى عام 2020 ومسح DESI على اليمين والذي يتكون من حوالي 7.5 مليون خلال الأشهر السبعة الأولى بدءًا من عام 2021 ، ومن المتوقع أن يكتمل بحلول عام 2026 بمسح ما يقرب من 35 مليونًا من المجرات والكوازارات.

تتطلب طريقة التذبذبات الصوتية الباريونية خريطة ثلاثية الأبعاد للمجرات البعيدة والنجوم الزائفة التي تم إنشاؤها من معلومات الزاوية والانزياح الأحمر لعينة إحصائية كبيرة من الأجسام البعيدة كونيًا. ومن خلال الحصول على أطياف المجرات البعيدة، من الممكن تحديد المسافة بينها عن طريق قياس انزياحها الطيفي الأحمر، وبالتالي إنشاء خريطة ثلاثية الأبعاد للكون.  ستحتوي الخريطة ثلاثية الأبعاد للبنية واسعة النطاق للكون أيضًا على مزيد من المعلومات حول الطاقة المظلمة أكثر من مجرد التذبذبات الصوتية الباريونية ، وهي حساسة لكتلة النيوترينو والمعلمات التي حكمت الكون البدائي. ومن المتوقع أن تقوم تجربة DESI خلال مسحها الذي يستمر لمدة خمس سنوات، والذي بدأ في 15 مايو 2021، بمراقبة 40 مليون مجرة وكوازار. 

## التطور
يقوم جهاز DESI كمطياف بصري جديد متعدد الإرسال بالقياس على تلسكوب "مايال".  يكوّن تصميم المصحح البصري الجديد مجالا لرؤية واسعة للغاية بمساحة 8.0 درجة مربعة في السماء. وعند دمجه مع أجهزة القياس البؤري الجديدة يزن هذا المجال حوالي 10 أطنان. يستوعب المستوى البؤري 5000 موضعا لألياف رصدية روبوتية صغيرة على مسافات 10.4 ملم. ويمكن إعادة ضبط المستوى البؤري بأكمله للتعرض التالي في أقل من دقيقتين أثناء دوران التلسكوب إلى الحقل التالي. يتمتع جهاز ديزي بالقدرة على التقاط 5000 طيف متزامن على مدى نطاق طول موجي يتراوح من 360  نانومتر إلى 980 نانومتر. شمل مشروع "ديزي" بناء وتركيب وتشغيل مصحح المجال الواسع الجديد وهيكل دعم المصحح للتلسكوب، وتجميع المستوى البؤري لــ 5000 موضع ألياف روبوتية وعشرة أجهزة استشعار " توجيه/تركيز/ومحاذاة" ، ونظام كابلات ألياف بصرية بطول 40 مترًا لنقل الضوء من المستوى البؤري إلى أجهزة قياس الطيف، وعشرة أجهزة قياس طيف ثلاثية الأذرع، ونظام تحكم في الأجهزة، وخط أنابيب تحليل البيانات.
تم طلب تصنيع الأجهزة من قبل مختبر لورانس بيركلي الوطني ، الذي يشرف على تشغيل التجربة بالإضافة إلى التعاون العلمي الدولي المكون من 600 شخص. بلغت تكلفة البناء 56 مليون دولار من مكتب العلوم التابع لوزارة الطاقة الأمريكية بالإضافة إلى 19 مليون دولار إضافية من مصادر غير فيدرالية أخرى بما في ذلك المساهمات العينية. تتكون قيادة ديزي حاليًا من المدير الدكتور مايكل إي. ليفي ، والمتحدثين باسم هذا التعاون العلمي البروفيسور أليكس ليوثود ، والبروفيسور ويل بيرسيفال ، وعلماء المشروع الدكتور ديفيد جيه شليغل والدكتور جوليان جاي، ومدير المشروع الدكتور "باتريك جيلينسكي"، وعلماء الأجهزة البروفيسور كلاوس هونسهايد والبروفيسورة كونستانس روكوسي . وكان المتحدثون باسم التعاون السابقون هم البروفيسور دانييل آيزنشتاين ، والبروفيسورة ريسا ويشلر ، والبروفيسور كايل داوسون ، والدكتورة ناتالي بالانك-ديلابرويل .
وافقت وزارة الطاقة الأمريكية على (احتياجات المهمة) CD-0 في 18 سبتمبر 2012، ووافقت على CD-1 (الاختيار البديل ونطاق التكلفة) في 19 مارس 2015، وCD-2 (خط الأساس للأداء) في 17 سبتمبر 2015. تمت الموافقة من الكونجرس الأمريكي على بدء تشغيل ديزي كعنصر رئيسي جديد من المعدات في تشريع مخصصات الطاقة والمياه للعام المالي 2015. بدأ بناء الجهاز الجديد في 22 يونيو 2016 بموافقة CD-3 (بدء البناء) وتم تجميعه إلى حد كبير بحلول عام 2019 مع بدء التشغيل في 21 مارس 2020 قبل الوباء وإيذانًا بالنهاية الرسمية للمشروع (CD-4).  تم الانتهاء من مشروع DESI بميزانية قدرها 1.9 مليون دولار أمريكي وقبل الموعد المحدد بـ 17 شهرًا. ونتيجة لذلك، حصل المشروع على جائزة التميز في إدارة المشاريع من وزارة الطاقة لعام 2020.  بعد توقف مؤقت بسبب الوباء والانتقال إلى العمليات عن بعد، عادت ديزي إلى عمليات المسح في ديسمبر 2020 بمرحلة التحقق النهائية قبل بدء المسح المخطط له لمدة خمس سنوات. بدأ المسح الذي يستمر خمس سنوات في 14 مايو 2021.  تم إغلاق DESI لمدة ثلاثة أشهر في صيف عام 2022 بسبب حريق كونترايراس الذي اجتاح كيت بيك. لم يتعرض ديزي لأي ضرر وهو يقوم حاليًا بجمع البيانات العلمية. 

## استطلاعات التصوير التراثية لديزي
لتوفير أهداف لمسح ديزي قامت ثلاثة تلسكوبات بمسح السماء الشمالية وجزء من السماء الجنوبية في النطاق g وr وz . كانت هذه المسوحات عبارة عن مسح سماء بكين-أريزونا (BASS)، باستخدام تلسكوب بوك 2.3 متر ، ومسح كاميرا الطاقة المظلمة (DECaLS)، باستخدام تلسكوب بلانكو 4 أمتار ، ومسح مايال z-band Legacy (MzLS)، باستخدام تلسكوب مايال 4 أمتار. وتبلغ مساحة المسوحات 14000 درجة مربعة (حوالي ثلث السماء) وتتجنب مجرة درب التبانة. ودمجت هذه المسوحات في مسوحات التصوير القديمة (التراثية) لديزي ، أو المسوحات القديمة.   يمكن مشاهدة الصور الملونة للمسح في متصفح Legacy Survey Sky .  يغطي المسح الإرثي 16000 درجة مربعة من السماء الليلية التي تحتوي على 1.6 مليار من الاجرام السماوية ، بما فيها من مجرات و كوازارات حتى 11 مليار سنة مضت.

## تاريخ
حصلت DESI على الضوء الأخضر لبدء البحث والتطوير للمشروع في ديسمبر 2012 مع تعيين مختبر لورانس بيركلي الوطني كمختبر إداري. وعيّن الدكتور مايكل ليفي، وهو عالم كبير في مختبر لورانس بيركلي الوطني من قبل المختبر ليكون مدير مشروع ديزي والذي قام بهذا الدور بدءًا من عام 2012 وطوال فترة البناء. ثم كان هنري هيتديركس مديرًا للمشروع من عام 2013 حتى عام 2016، وكان روبرت بيسونر مديرًا للمشروع من عام 2016 حتى عام 2020. وقد تم الحصول على الموافقة من الكونجرس في عام 2015، ووافق مكتب العلوم التابع لوزارة الطاقة الأمريكية على بدء بناء المشروع في يونيو 2016. كما تم الحصول على الضوء الأول لنظام التصحيح الجديد في ليلة 1 أبريل 2019، وتم الحصول على الضوء الأول للجهاز بأكمله في ليلة 22 أكتوبر 2019. بدأت عملية التشغيل بعد الضوء الأول واكتملت في مارس 2020، ثم توقفت أثناء الوباء في عام 2020.  بدأت ديزي مسحها العلمي الرئيسي لمدة 5 سنوات في 14 مايو 2021. تعمل ديزي حاليًا بشكل طبيعي بعد النجاة من حريق كونترايراس في عام 2022. 

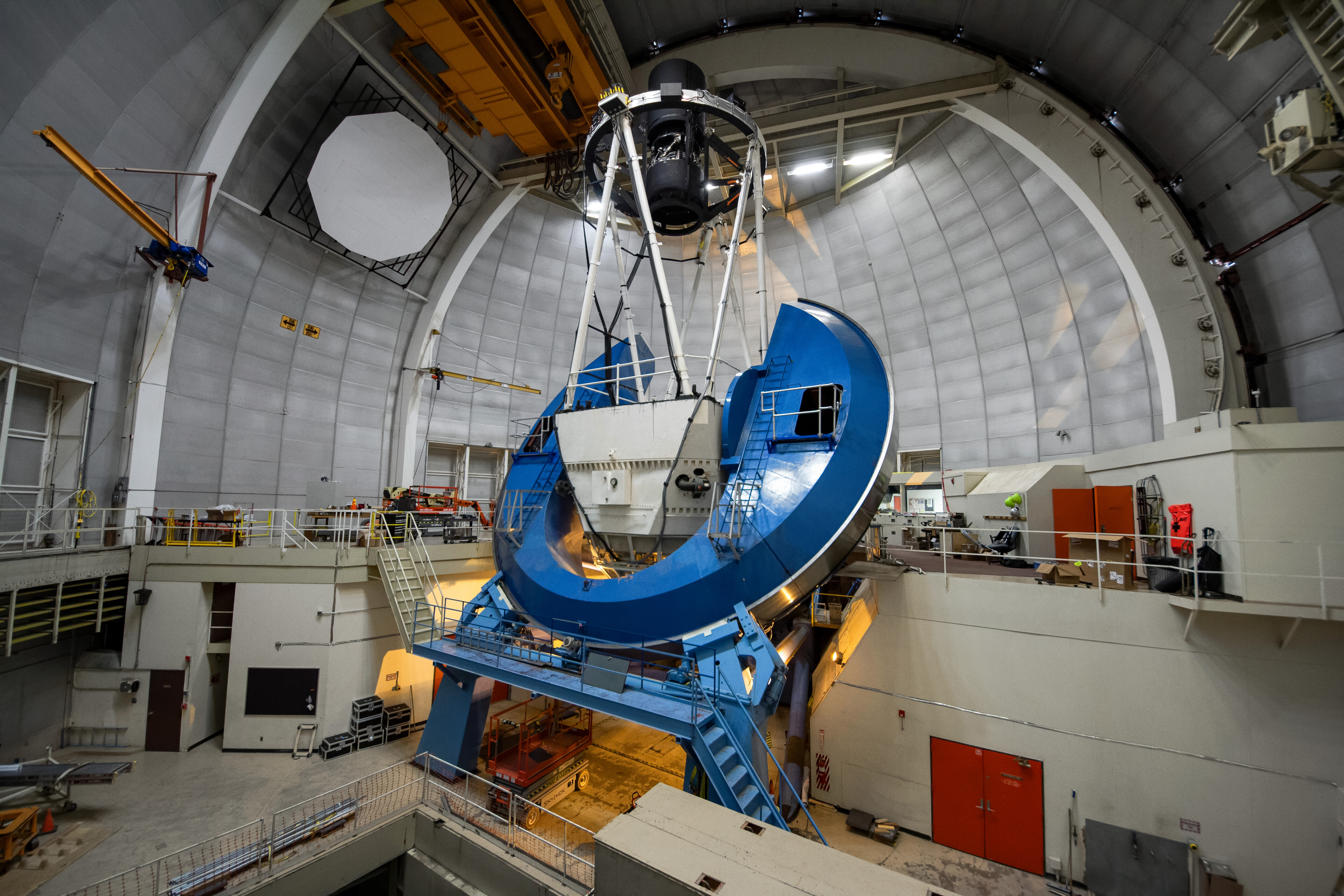
تم تركيب DESI على تلسكوب نيكولاس يو مايال الذي يبلغ قطره 4 أمتار في مرصد كيت بيك الوطني
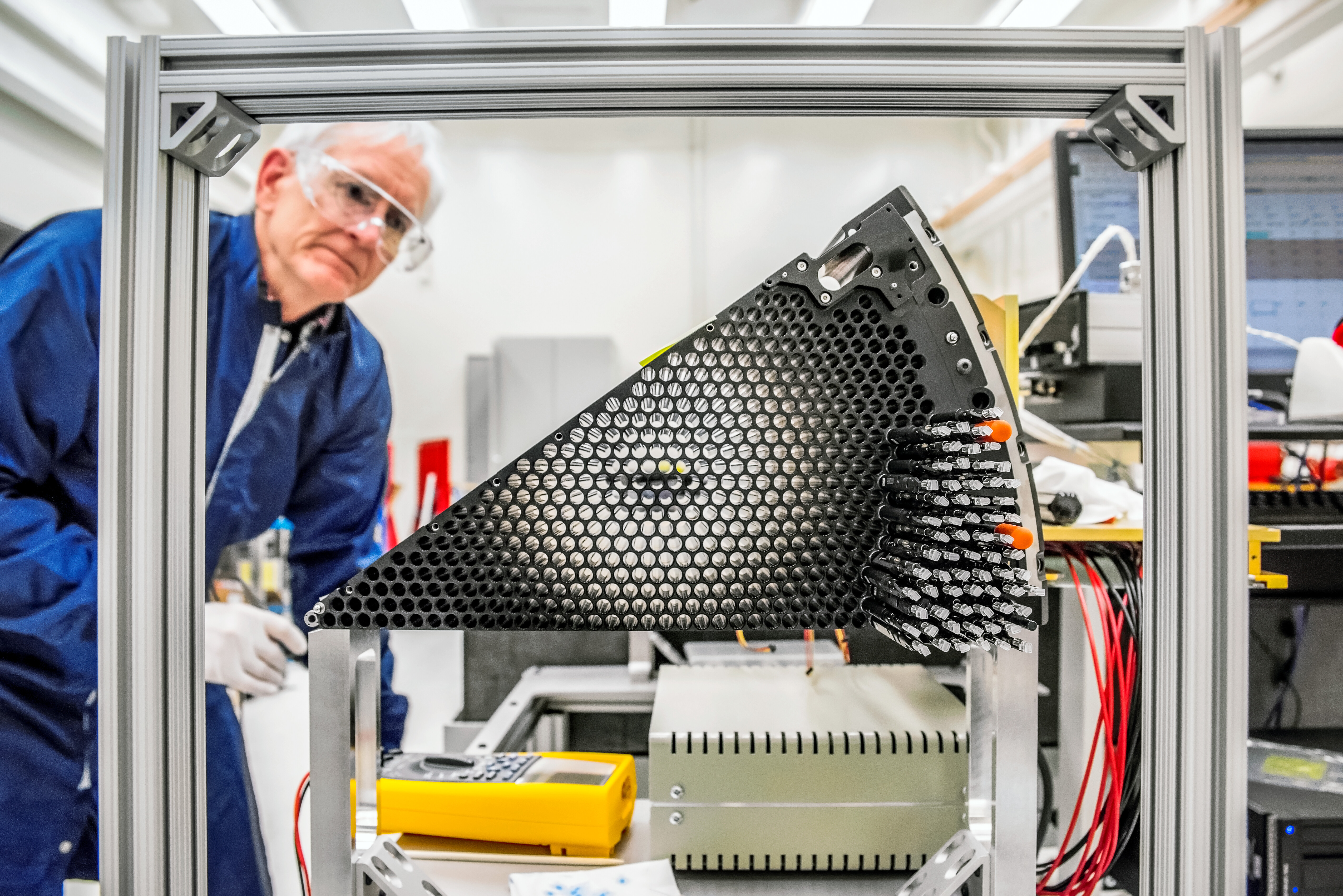
مقطع من المستوى البؤري لـ DESI
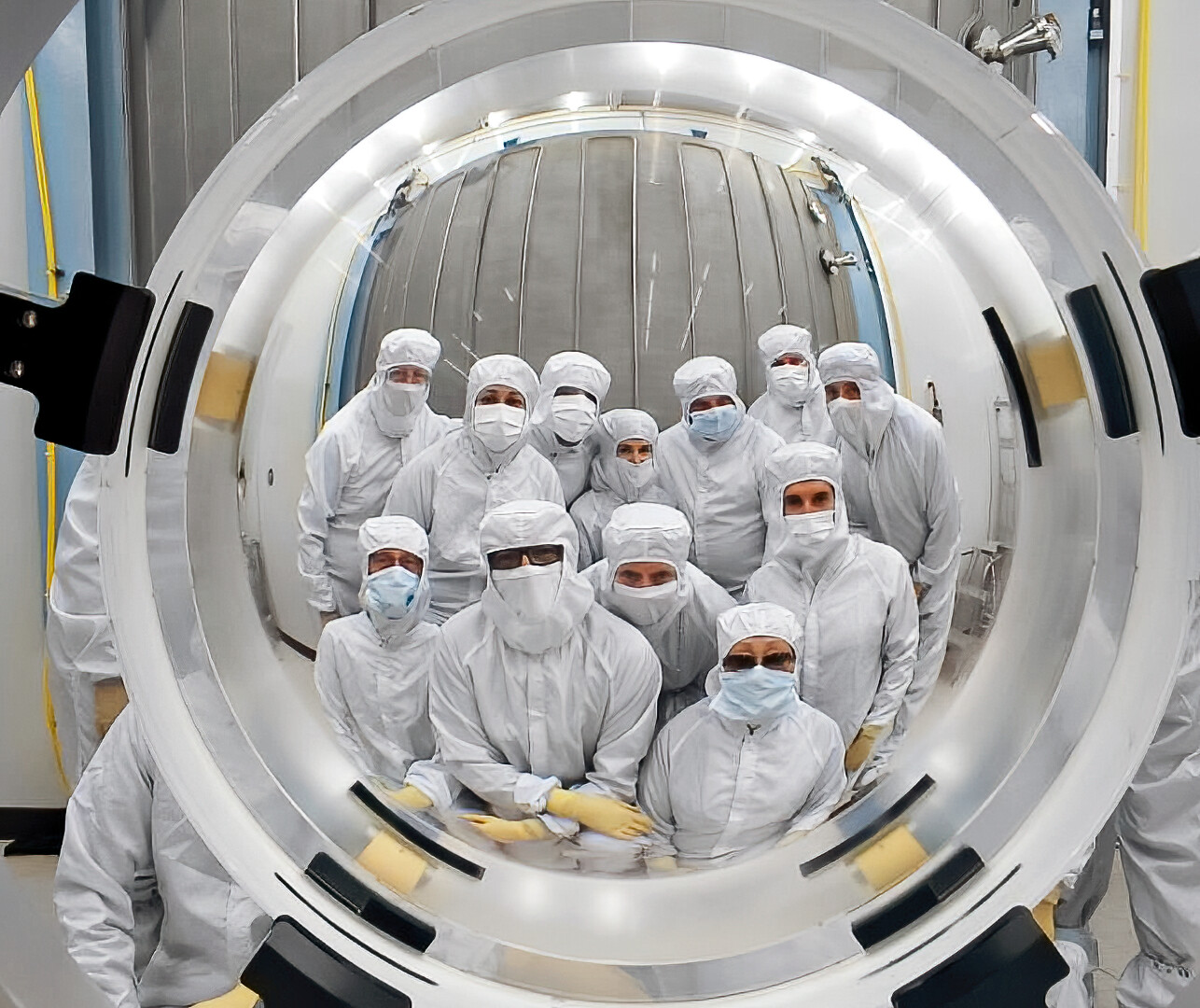
واحدة من العدسات الأربع الكبيرة لمصحح ديزي

## إصدارات البيانات

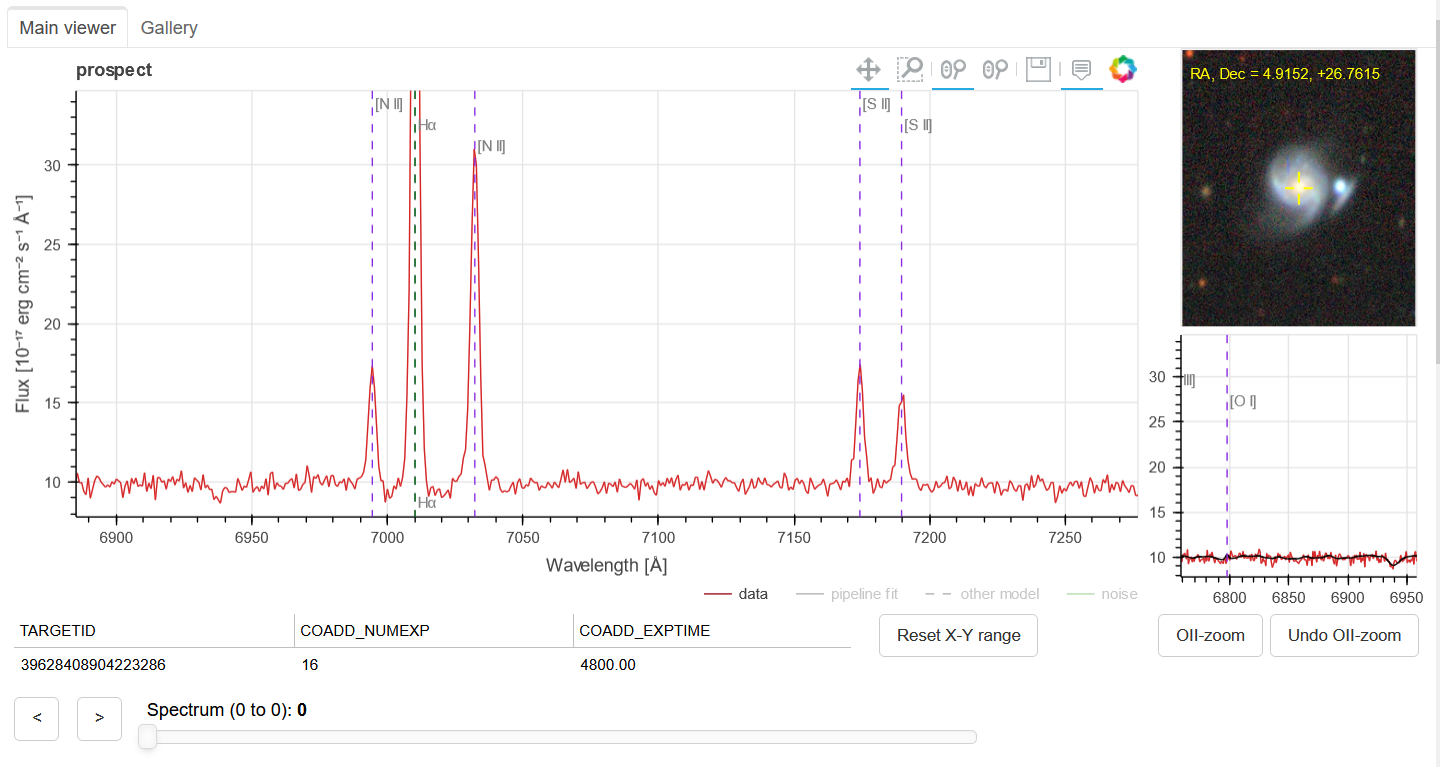
مثال على الطيف الذي اختارته هيئة ديزي للإصدار المبكر للبيانات. تظهر الصورة طيف المجرة LEDA 1787534.

يمكن رؤية جميع البيانات المتاحة للعامة بما في ذلك كتالوجات الانزياح الأحمر، وكتالوجات البيانات المضافة، والوثائق، من خلال بوابة DESI sata. كما يمكن للأفراد الذين لديهم حسابات في المركز الوطني لأبحاث الطاقة العلمية (NERSC) الوصول إلى الجزء العام بالكامل من بيانات ديزي. تتوفر كتالوجات DESI أيضًا في قاعدة بيانات . كما يمكن رؤية نسخة من قواعد البيانات العامة أيضًا في منصة العلوم NOIRLab Astro Data Lab، وكذلك عن طريق المختبر SPectral Analysis and Retrievable Catalog Lab (SPARCL).  إحدى الطرق السهلة للوصول إلى أطياف ديزي عبر الإنترنت هي استخدام عارض الإرث في DESI Legacy Imaging Surveys.  يتعين على المستخدمين تحديد المربع الخاص بأطياف ديزي والنقر فوق مجرة أو نجم محاط بدائرة لإظهار رابط إلى DESI Spectral Viewer.  يمكن استكشاف الطيف في DESI Spectral Viewer  (انظر الروابط الخارجية ضمن Index| Legacy Surveys).

### إصدار البيانات المبكرة
في 13 يونيو 2023 اصدرت بيانات DESI المبكرة (EDR).  وهي تحتوي EDR على أطياف لما يقرب من مليوني مجرة وكوازار ونجم .  واعلنت إحدى النتائج المبكرة لـ EDR في فبراير 2023 ووصفت حركة هجرة جماعية للنجوم في اتجاه مجرة أندروميدا .  كشف بيانات ديزي المبكرة أيضًا كوازارات بعيدة جدًا ونجوم فقيرة جدًا بالمعادن .  

#### ربما تتطور مستويات الطاقة المظلمة
من مستوى التفاصيل التي يمكن مشاهدتها ، تم إنشاء أكبر خريطة ثلاثية الأبعاد للكون في هذه المرحلة (2024).  ومن خلال هذه البيانات الدقيقة، صرح مدير ديزي "مايكل ليفي":
ونحن نرى أيضًا بعض الاختلافات المثيرة للاهتمام والتي قد تشير إلى أن الطاقة المظلمة تتطور بمرور الوقت. مع المزيد من البيانات قد تختفي هذه الإشارات أو لا تختفي ، لذا نحن متحمسون لبدء تحليل مجموعة البيانات التي حصلنا عليها التي استغرقت ثلاث سنوات قريبًا. 

### إصدار البيانات 1 (DR1)
يحتوي إصدار البيانات 1 (DR1)، الذي نُشر في 19 مارس 2025،  على 18.7 مليون جرم سماوي . تتكون هذه الأجرام من حوالي 4 ملايين نجم، و13.1 مليون مجرة، و1.6 مليون كوازار. كانت إحدى نتائج هذه البيانات الضخمة إشارات إلى وجود طاقة مظلمة متطورة.   إذا ثبتت صحة البيانات، فسوف يمثل هذا أول تغيير كبير في فهمنا للكون .   في حين أن مشاهدات ديزي تتوافق مع نموذج Lambda CDM ، إلا أنه بالاقتران مع المسوحات السابقة للخلفية الكونية الميكروية ، والمستعرات العظمى ، والعدسات الضعيفة   تُظهر البيانات أن تأثير الطاقة المظلمة يضعف بمرور الوقت. لا تصل الإشارة إلى درجة دقة 5 سيجما ، ولكن مع ذلك فإن الوصول إلى دقة بين 2.8 إلى 4.2 سيجما يبشر بعصر جديد من البحث.  فعلى سبيل المثال ، فإن أسباب التباين نفسه غير معروفة حتى الآن. 